# 謝沈
謝沈（しゃ しん、生没年不詳）は、中国の東晋の学者・歴史家。字は行思。本貫は会稽郡山陰県。

## 経歴
呉の翼正都尉の謝秀の子として生まれた。幼くして父を失い、母に孝事しながら、広く学問を修め、経書や史書に通じるようになった。会稽郡により主簿・功曹に任命され、孝廉に推挙され、太尉の郗鑒に招聘されたが、いずれも就任しなかった。会稽国内史の何充に召し出されて参軍とされたが、老母のことを理由に辞職した。平西将軍の庾亮に功曹に任じられ、征北将軍の蔡謨に参軍とされたが、どちらも任につかなかった。母を養って閑居し、人づきあいをせず、畑仕事の合間に、古典の研究に精励した。康帝が即位すると、朝廷で七廟の改廃の議論があり、謝沈は太学博士として召し出されたが、質疑のために改革は滞った。母が死去したため、謝沈は辞職して喪に服した。喪が明けると、尚書度支郎に任じられた。何充と庾冰が史学の才能に優れたものとして謝沈を推挙したため、謝沈は著作郎となり、『晋書』の編纂にあたった。後に52歳で死去した。
著書に『尚書注』15巻、『毛詩注』20巻、『後漢書』122巻などがあったが、散逸した。著述や詩賦は当時に通行して、その学才は虞預の右に出るものと評された。

## 伝記資料
- 『晋書』巻82 列伝第52